# Edna Judith Márquez Fernández
Edna Judith Márquez Fernández es una bióloga e investigadora colombiana, ganadora del Premio Nacional de Genética y Biotecnología en 1990 y el Premio Nacional de Fitopatología "Gonzalo Ochoa" en 2003. Entre sus trabajos de investigación ha desarrollado estudios epidemiológicos en diversas regiones de Colombia.

## Biografía

### Formación académica
Márquez Fernández estuvo ligada académicamente a la Universidad de Antioquia, institución donde obtuvo un título en Biología en 1991, una Maestría en Biología en 1998 y un Doctorado en Biología en 2013. Realizó además estudios complementarios en instituciones como la Universidad Nacional de Colombia Sede Medellín, el Centro Internacional de Agricultura Tropical y la Universidad de Caldas.

### Carrera
Se vinculó a la Universidad de Antioquia y al Colegio Mayor de Antioquia como docente a comienzos de la década de 1990. También se desempeñó como docente en la Universidad Nacional de Colombia Sede Medellín, donde además ha ocupado importantes cargos de dirección y administración como Coordinadora de Ingeniería Biológica, Directora de Laboratorio de Biología Molecular y Celular y Vicedecana Académica. Su labor investigativa se ha desarrollado en los campos de la morfometría genética y la genética poblacional.
Durante su carrera ha recibido diversos premios y reconocimientos, entre los que destacan el Premio Nacional de Fitopatología en 2003, la Distinción Especial por su aporte investigativo al desarrollo científico en 1992 y el Premio Nacional de Genética y Biotecnología en 1990. Ha escrito o colaborado hasta la fecha con más de cincuenta artículos publicados en revistas especializadas en ciencia y ha aportado tres capítulos de libros.

## Premios y reconocimientos
- 1989 - Distinción Especial como Estudiante de Alto Rendimiento Académico del Programa de Biología, Universidad de Antioquia.
- 1990 - Premio Nacional de Genética y Biotecnología, XXV Congreso de La Asociación Colombiana de Ciencias Biológicas.
- 1992 - Premio a la Investigación, Universidad de Antioquia.
- 1992 - Distinción Especial por el Aporte de sus Investigaciones al Desarrollo Científico, Universidad de Antioquia.
- 2003 - Premio Nacional de Fitopatología "Gonzalo Ochoa", Asociación Colombiana de Fitopatología ASCOLFI.

### Capítulos de libros
- 2003 - Aspectos Moleculares de la Microbiota Anaerobia Celulolítica Fúngica y Bacteriana del Rumen de la Raza Criolla Colombiana Blanco Orejinegro BON.
- 2013 - Uso de Citogenética y Técnicas Moleculares en Estudios de Diversidad Genética en Peces Colombianos. ISBN 978-958-761-497-8.
- 2016 - Evaluación experimental de loci microsatélites en caracol pala Strombus gigas del Caribe colombiano. ISBN 978-958-775-806-1.[4]